# Giro di Polonia 1997
Il Giro di Polonia 1997, cinquantaquattresima edizione della corsa, si svolse dal 7 al 14 settembre 1997 su un percorso di 1436 km ripartiti in 8 tappe, con partenza da Kołczygłowy e arrivo a Cracovia. Fu vinto dallo svizzero Rolf Järmann della Casino-C'est votre équipe davanti al polacco Zenon Jaskula e allo sloveno Sasa Sviben.

## Tappe
| Tappa  | Data         | Percorso                                | km    | Vincitore di tappa | Leader cl. generale |
| ------ | ------------ | --------------------------------------- | ----- | ------------------ | ------------------- |
| 1ª     | 7 settembre  | Kołczygłowy > Słupsk                    | 168,5 | Lauri Aus          | Lauri Aus           |
| 2ª     | 8 settembre  | Bytów > Inowrocław                      | 250   | Emanuele Lupi      | Emanuele Lupi       |
| 3ª     | 9 settembre  | Radziejów > Bełchatów                   | 196   | Jaan Kirsipuu      | Emanuele Lupi       |
| 4ª     | 10 settembre | Radomsko > Jastrzębie-Zdrój             | 234   | Jaan Kirsipuu      | Emanuele Lupi       |
| 5ª     | 11 settembre | Wisła > Cieszyn                         | 163,5 | Simone Bertoletti  | Emanuele Lupi       |
| 6ª     | 12 settembre | Bielsko-Biała > Zakopane                | 186   | Dmitrij Konyšev    | Rolf Järmann        |
| 7ª     | 13 settembre | Nowy Targ > Wieliczka                   | 198   | Markus Zberg       | Rolf Järmann        |
| 8ª     | 14 settembre | Cracovia > Cracovia (cron. individuale) | 39,5  | Dario Andriotto    | Rolf Järmann        |
| Totale | Totale       | Totale                                  | 1436  |                    |                     |

## Dettagli delle tappe

### 1ª tappa
- 7 settembre: Kołczygłowy > Słupsk – 168,5 km

| Pos. | Corridore     | Squadra | Tempo    |
| ---- | ------------- | ------- | -------- |
| 1    | Lauri Aus     | Casino  | 3h52'11" |
| 2    | Piotr Wadecki | Mroz    | s.t.     |
| 3    | Jaan Kirsipuu | Casino  | s.t.     |

| Pos. | Corridore | Squadra | Tempo    |
| ---- | --------- | ------- | -------- |
| 1    | Lauri Aus | Casino  | 3h52'11" |

### 2ª tappa
- 8 settembre: Bytów > Inowrocław – 250 km

| Pos. | Corridore         | Squadra                | Tempo    |
| ---- | ----------------- | ---------------------- | -------- |
| 1    | Emanuele Lupi     | Amore & Vita           | 5h32'28" |
| 2    | Artur Krasinski   |                        | a 1"     |
| 3    | Steffen Blochwitz | Agro Adler Brandenburg | a 10"    |

| Pos. | Corridore     | Squadra      | Tempo    |
| ---- | ------------- | ------------ | -------- |
| 1    | Emanuele Lupi | Amore & Vita | 9h24'39" |

### 3ª tappa
- 9 settembre: Radziejów > Bełchatów – 196 km

| Pos. | Corridore      | Squadra       | Tempo    |
| ---- | -------------- | ------------- | -------- |
| 1    | Jaan Kirsipuu  | Casino        | 4h25'34" |
| 2    | Markus Zberg   | Mercatone Uno | s.t.     |
| 3    | Filippo Meloni | Amore & Vita  | s.t.     |

| Pos. | Corridore     | Squadra      | Tempo     |
| ---- | ------------- | ------------ | --------- |
| 1    | Emanuele Lupi | Amore & Vita | 13h50'21" |

### 4ª tappa
- 10 settembre: Radomsko > Jastrzębie-Zdrój – 234 km

| Pos. | Corridore       | Squadra       | Tempo    |
| ---- | --------------- | ------------- | -------- |
| 1    | Jaan Kirsipuu   | Casino        | 5h41'30" |
| 2    | Zbigniew Spruch | Mapei-GB      | s.t.     |
| 3    | Markus Zberg    | Mercatone Uno | s.t.     |

| Pos. | Corridore     | Squadra      | Tempo     |
| ---- | ------------- | ------------ | --------- |
| 1    | Emanuele Lupi | Amore & Vita | 19h31'51" |

### 5ª tappa
- 11 settembre: Wisła > Cieszyn – 163,5 km

| Pos. | Corridore         | Squadra | Tempo    |
| ---- | ----------------- | ------- | -------- |
| 1    | Simone Bertoletti | Batik   | 3h46'23" |
| 2    | Zbigniew Piatek   |         | s.t.     |
| 3    | Pavel Chumanov    | Telekom | a 3"     |

| Pos. | Corridore     | Squadra      | Tempo     |
| ---- | ------------- | ------------ | --------- |
| 1    | Emanuele Lupi | Amore & Vita | 23h18'34" |

### 6ª tappa
- 12 settembre: Bielsko-Biała > Zakopane – 186 km

| Pos. | Corridore           | Squadra       | Tempo    |
| ---- | ------------------- | ------------- | -------- |
| 1    | Dmitrij Konyšev     | Roslotto      | 4h34'52" |
| 2    | Aleksandr Vinokurov | Casino        | s.t.     |
| 3    | Markus Zberg        | Mercatone Uno | a 28"    |

| Pos. | Corridore    | Squadra | Tempo     |
| ---- | ------------ | ------- | --------- |
| 1    | Rolf Järmann | Casino  | 27h54'03" |

### 7ª tappa
- 13 settembre: Nowy Targ > Wieliczka – 198 km

| Pos. | Corridore         | Squadra       | Tempo    |
| ---- | ----------------- | ------------- | -------- |
| 1    | Markus Zberg      | Mercatone Uno | 4h42'23" |
| 2    | Dmitrij Konyšev   | Roslotto      | s.t.     |
| 3    | Sandro Giacomelli | Amore & Vita  | s.t.     |

| Pos. | Corridore    | Squadra | Tempo     |
| ---- | ------------ | ------- | --------- |
| 1    | Rolf Järmann | Casino  | 32h36'26" |

### 8ª tappa
- 14 settembre: Cracovia > Cracovia (cron. individuale) – 39,5 km

| Pos. | Corridore       | Squadra      | Tempo   |
| ---- | --------------- | ------------ | ------- |
| 1    | Dario Andriotto | Amore & Vita | 50'12"  |
| 2    | Zenon Jaskula   | Mapei-GB     | a 19"   |
| 3    | Rolf Järmann    | Casino       | a 1'15" |

| Pos. | Corridore     | Squadra  | Tempo     |
| ---- | ------------- | -------- | --------- |
| 1    | Rolf Järmann  | Casino   | 33h27'53" |
| 2    | Zenon Jaskula | Mapei-GB | a 25"     |
| 3    | Sasa Sviben   |          | a 1'02"   |

## Classifiche finali

### Classifica generale
| Pos. | Corridore           | Squadra                   | Tempo     |
| ---- | ------------------- | ------------------------- | --------- |
| 1    | Rolf Järmann        | Casino-C'est votre équipe | 33h27'53" |
| 2    | Zenon Jaskula       | Mapei-GB                  | a 25"     |
| 3    | Sasa Sviben         |                           | a 1'02"   |
| 4    | Aleksandr Vinokurov | Casino-C'est votre équipe | a 1'19"   |
| 5    | Alexei Sivakov      | Roslotto-ZG Mobili        | a 1'54"   |
| 6    | Dainis Ozols        | Mroz                      | a 1'58"   |
| 7    | Piotr Ugrumov       | Roslotto-ZG Mobili        | a 2'41"   |
| 8    | Markus Zberg        | Mercatone Uno-Wega        | a 2'54"   |
| 9    | Piotr Chmielewski   |                           | a 3'58"   |
| 10   | Gianpaolo Mondini   | Amore & Vita-Forzacore    | a 4'01"   |